# Chata Jahodná
Schronisko Jahodná (słow. Chata Jahodná) – słowackie schronisko położone w Górach Wołowskich, w paśmie Kojszowskiej Hali, 15 km na zachód od Koszyc.

## Historia
- 1918 - schronisko na Jahodnej o nazwie chata „Otília”
- 1930 - 21 XII przemianowana na „Loudovą chatę na Otílii”
- 1932 - 11 XII uroczyste otwarcie Schroniska na Jahodnej
- 1946 - 21 VII przebudowa schroniska i dobudowa jadalni

Pierwsza wzmianka o zorganizowanej turystyce w okolicach Koszyc pochodzi sprzed 1884, kiedy powstała pierwsza masowa organizacja turystyczna „Węgierskie Towarzystwo Karpackie”, która skupiała 361 członków, między innymi też 6 obywateli Koszyc. W 1884 utworzono jej koszycko-abovsko-turniańska podgrupa, która w 1891 zamieniła się w „Węgierskie Towarzystwo Turystyczne”. W jego ramach powstało kilka sekcji, między innymi także koszycka. Jej członkowie postawili sobie za cel turystyczne udostępnienie górskich pasm najbliższych okolic Koszyc, wybudować i oznaczyć szlaki turystyczne, studnie i źródła. Pierwsze znakowane szlaki, w 1896, prowadziły z Koszyc przez Bankov, właśnie na Jahodną. W roku 1918 została założona „Węgierska Organizacja Przyjaciół Przyrody” i jej koszycka filia, zasługą której powstało pierwsze schronisko na Jahodnej, Chata „Otília” z 1918. Było położone na zboczu w pobliżu źródła na skraju „górnej łąki” (teraźniejszej trasy zjazdowej), która miała dobre położenie na tym grzbietowym szlaku i była też dobrym zjazdem narciarskim. Wybudowali je bracia Alexander i Gabriel Bárczayowie i nazwali na cześć swej matki, Otylii. Dwuizbowa zrębowa chatka myśliwska z krytą werandą służyła turystom i pierwszym koszyckim narciarzom. Jesienią 1919 schronisko zostało ograbione i podpalone. Nazwa Otília przeniosło się jednak na łąkę, na której stało schronisko.
W 1930, około 400 m niżej, na łące pod stokiem wybudował oddział Klubu Czechosłowackich Turystów we współpracy z Klubem Narciarzy Tatrzańskich i żołnierzami koszyckiej jednostki dwuizbową, 18-miejscową drewnianą chatkę, która służyła przede wszystkim narciarzom i do wojskowych kursów narciarskich. Została oddana do użytku 21 XII 1930 pod nazwą „Loudova chata na Otílii”, na cześć Václava Loudy, urzędnika budowlanego i działacza narciarskiego, który miał największe zasługi dla jej wybudowania. To prowizoryczne schronisko jednak objętościowo nie dawało rady wielkiej liczbie turystów i narciarzy, tak więc w sierpniu 1932 zaczęła koszycka firma budowlana Františka Bursíka budowę wielkiego, murowanego schroniska turystycznego, a miesiąc później budynek był już pod dachem. Pojemność tego trzykondygnacyjnego schroniska wynosiła 52 miejsca, w 4 pokojach i 4 noclegowniach. Mimo turystycznego charakteru był tu wysoki komfort dzięki 2 jadalniom, własnemu wodociągowi i kanalizacji. Uroczyste otwarcie schroniska na Jahodnej miało miejsce 11 grudnia 1932 przy udziale tłumu turystów.
Chatarem został Jozef Nývlt, który miał w budynku swoje mieszkanie. Po otwarciu schroniska zaczęły do rozdroża poniżej schroniska na przełęczy pod Jahodną jeździć w każdą sobotę i niedzielę autobusy ČSD. W 1934 urządzono przy schronisku także boisko siatkarskie. W dawnej „Loudovej chacie”, ukrytej za nowym budynkiem, została urządzone studencka noclegownia na osiem łóżek, a w drugiej izbie suszarnia nart.
1946. Dzisiejszy wygląd schronisko zyskało przy rekonstrukcji, która była przeprowadzona w ramach odnowy schronisk turystycznych w okolicach Koszyc, jako pierwsze schronisko w okolicy. Przeprowadzono remont i dobudowano jadalnię według projektu Ľudovíta Fišera za kwotę 500 tys. Kčs. Uroczyste otwarcie schroniska miało miejsce 21 VII 1946.
Ze zorganizowanym sportem narciarskim spotykamy się w Koszycach od sezonu zimowego 1907/08, chociaż nie jest wykluczone, że pojedynczy narciarze jeździli w Koszycach już wcześniej, pod wpływem tego sportu w Wysokich Tatrach. Pierwsze narciarstwo na Jahodnej datuje się na 1918, kiedy nowo wybudowane schronisko „Otília” zaczęli używać pierwsi narciarze. Od stycznia 1927 miały miejsce na Jahodnej narciarskie zawody o mistrzostwo szkół średnich wschodniej Słowacji. 17 stycznia 1937 miały miejsce znowu narciarskie zawody wojskowe, z dwiema prostymi skoczniami na stoku trasy zjazdowej, które umożliwiały 30-metrowe skoki. Pod koniec 1939 został wybudowany 27-kilometrowy szlak narciarski z Čermeľa przez Bankov, Jahodnú i Prednią Holicę aż do Eriki (schroniska). Pierwszy odcinek szlaku narciarskiego z Koszyc na Jahodną budowali robotnicy, drugi z Jahodnej do Eriki Żydzi z obozu pracy i jeńcy wojenni. Nowy szlak narciarski z 25 schronami, chroniącymi przed niepogodą i zamieciami śnieżnymi (resztki jednego do dziś istnieją na grzbiecie między Zadnią holicą a Idańskym sedlem) i skocznię narciarką umożliwiającą 35-40-metrowe skoki projektował Stanisław Marusarz, a uroczyście zostały oddane do użytku 21 II 1943 w ramach 4. rocznicy zawodów narciarskich w biegu, zjeździe i skokach o przechodni puchar Koszyc.

## Szlaki turystyczne
- szlakiem z Przełęczy pod Kamiennym Garbem (4,9 km, 1 h 13') - Cesta hrdinov SNP
- szlakiem z Pišiverki (4,9 km) - Cesta hrdinov SNP
- szlakiem z Przełęczy pod Kamiennym Garbem (5,5 km)
- szlakiem z przełęczy Jahodná (1,8 km)
- szlakiem z Vyšnego Klátova
- dociera też autobus linii 14 komunikacji miejskiej z Koszyc